# 伞花寄生藤
伞花寄生藤（学名：Dendrotrophe umbellata）为檀香科寄生藤属下的一个种。

## 扩展阅读
- 維基物種上的相關：伞花寄生藤